# Witold Iwanek

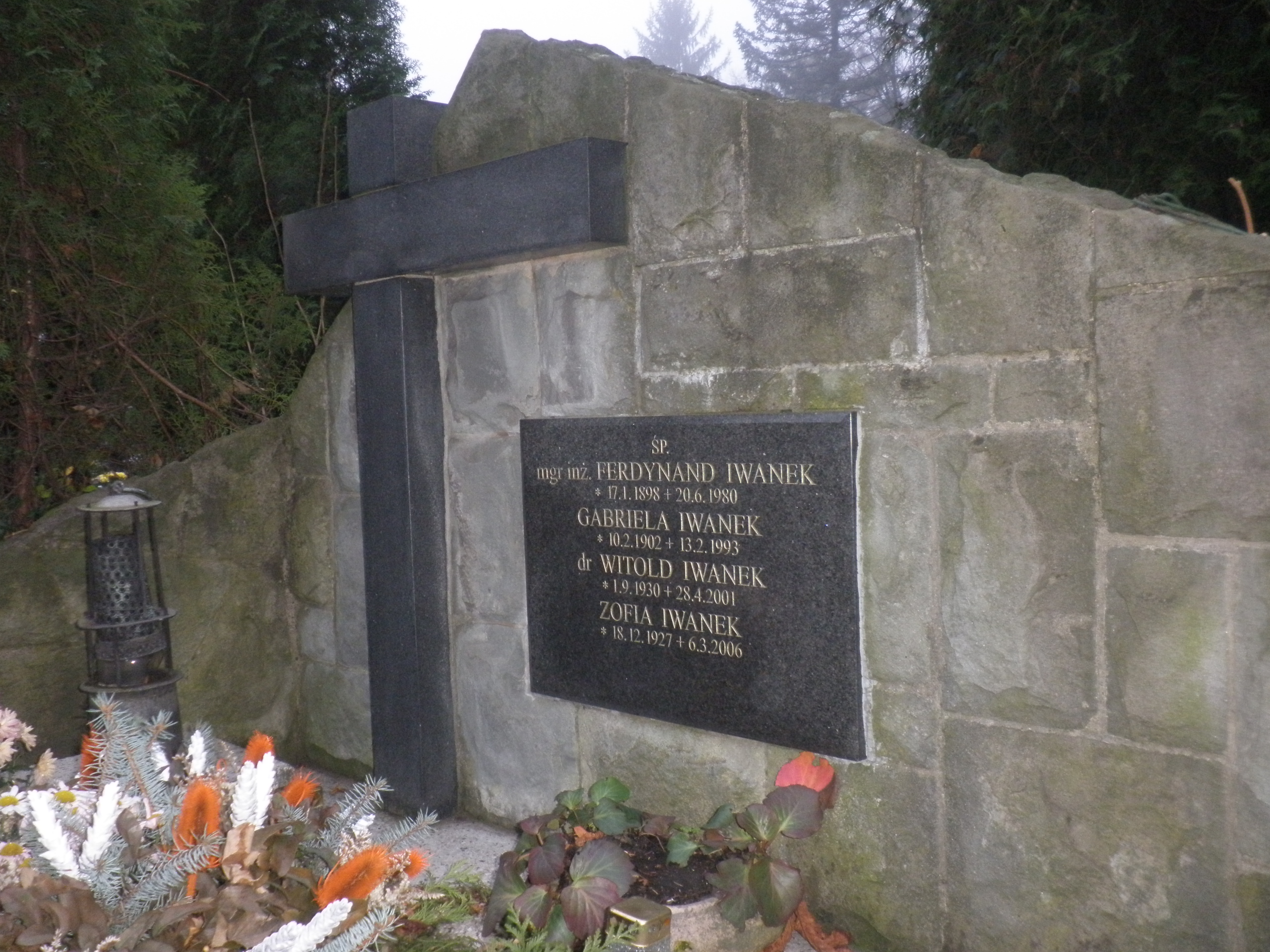
Grób Witolda Iwanka na Cmentarzu Komunalnym w Cieszynie

Witold Iwanek (ur. 1 września 1930 w Czechowicach, obecnie Czechowice-Dziedzice, zm. 28 kwietnia 2001) – polski historyk sztuki.
Syn Ferdynanda i Gabrieli z domu Kerner. Studiował historię sztuki na Uniwersytecie Jagiellońskim. Studia ukończył w 1957 roku. Po studiach pracował w Muzeum Górniczym w Sosnowcu i Wydziale Kultury Rady Narodowej w Rybniku, a od 1958 w Muzeum Śląska Cieszyńskiego w Cieszynie. W latach 1969–1981 był dyrektorem tej placówki. W 1975 roku uzyskał  na Politechnice Wrocławskiej stopień doktora nauk technicznych ze specjalnością historyka architektury.
Autor Słownika artystów na Śląsku Cieszyńskim (1967) oraz szeregu artykułów w „Roczniku Cieszyńskim”, „Cieszyńskim Roczniku Muzealnym”, „Kalendarzu Beskidzkim” i „Kalendarzu Cieszyńskim”.
Działacz Macierzy Ziemi Cieszyńskiej.
Żona Zofia (1927–2006), instruktorka zespołów tanecznych, gimnastyki i rytmiki.